# Han Wang-jong
Han Wang-jong (korejsky 한왕용, * 15. září 1966) je jihokorejský horolezec, který se v roce 2003 stal dvanáctým mužem, který vystoupil na všechny osmitisícové vrcholy, když dobyl poslední chybějící osmitisícovku Broad Peak. Na třech osmitisícovkách použil při výstupu umělý kyslík. Všech 14 osmitisícovek však zdolal za pouhých 8 let a 9 měsíců, což třetí nejkratší doba, kterou ke zdolání všech osmitisícovek horolezec potřeboval. Od roku 2003 se stal vedoucím jihokorejských horolezeckých expedic v Himálaji, především ale na Mount Everest a K2.

## Úspěšné výstupy na osmitisícovky
- 1994 Čo Oju (8201 m n. m.)
- 1995 Mount Everest (8849 m n. m.)
- 1997 Dhaulágirí (8167 m n. m.)
- 1997 Gašerbrum I (8068 m n. m.)
- 1997 Lhoce (8516 m n. m.)
- 1998 Annapurna (8091 m n. m.)
- 1998 Nanga Parbat (8125 m n. m.)
- 2000 Manáslu (8163 m n. m.)
- 2000 K2 (8611 m n. m.)
- 2001 Makalu (8465 m n. m.)
- 2001 Šiša Pangma (8013 m n. m.)
- 2002 Kančendženga (8586 m n. m.)
- 2003 Gašerbrum II (8035 m n. m.)
- 2003 Broad Peak (8047 m n. m.)